# 大徳区

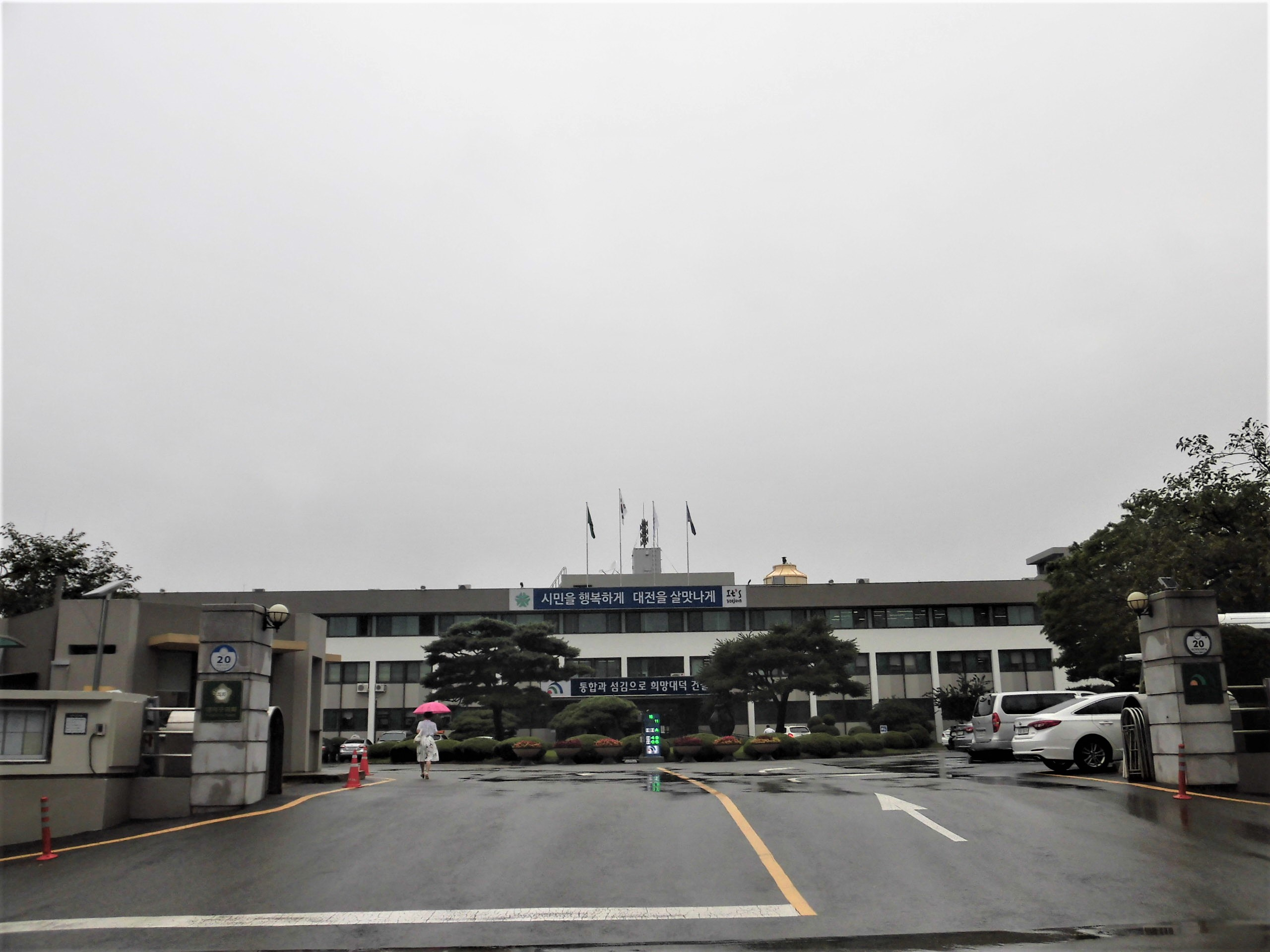
大徳区庁

大徳区（テドクく）は、大韓民国大田広域市北部に位置する区である。名前の由来は、大田の“大”と懐徳の“徳”によるもの。

## 歴史
- 1895年5月26日 – 公州府傘下に懐徳郡が設置される。
- 1914年4月1日 - 郡面併合により、懐徳郡・鎮岑郡が合併し、大田郡が発足。
- 1935年10月1日 - 大田郡大田邑が大田府に昇格したことに伴い、大田郡が大徳郡に改称。
- 1973年7月1日 – 大徳郡北面が新灘津邑に昇格。
- 1989年1月1日 – 忠清南道大田市が大田直轄市に昇格。東区から梧井洞・大禾洞・懐徳洞を分割し、大徳区を設置。
  - 忠清南道大徳郡新灘津邑を編入。
- 1995年1月1日 – 大田直轄市が大田広域市に改称。

## 行政

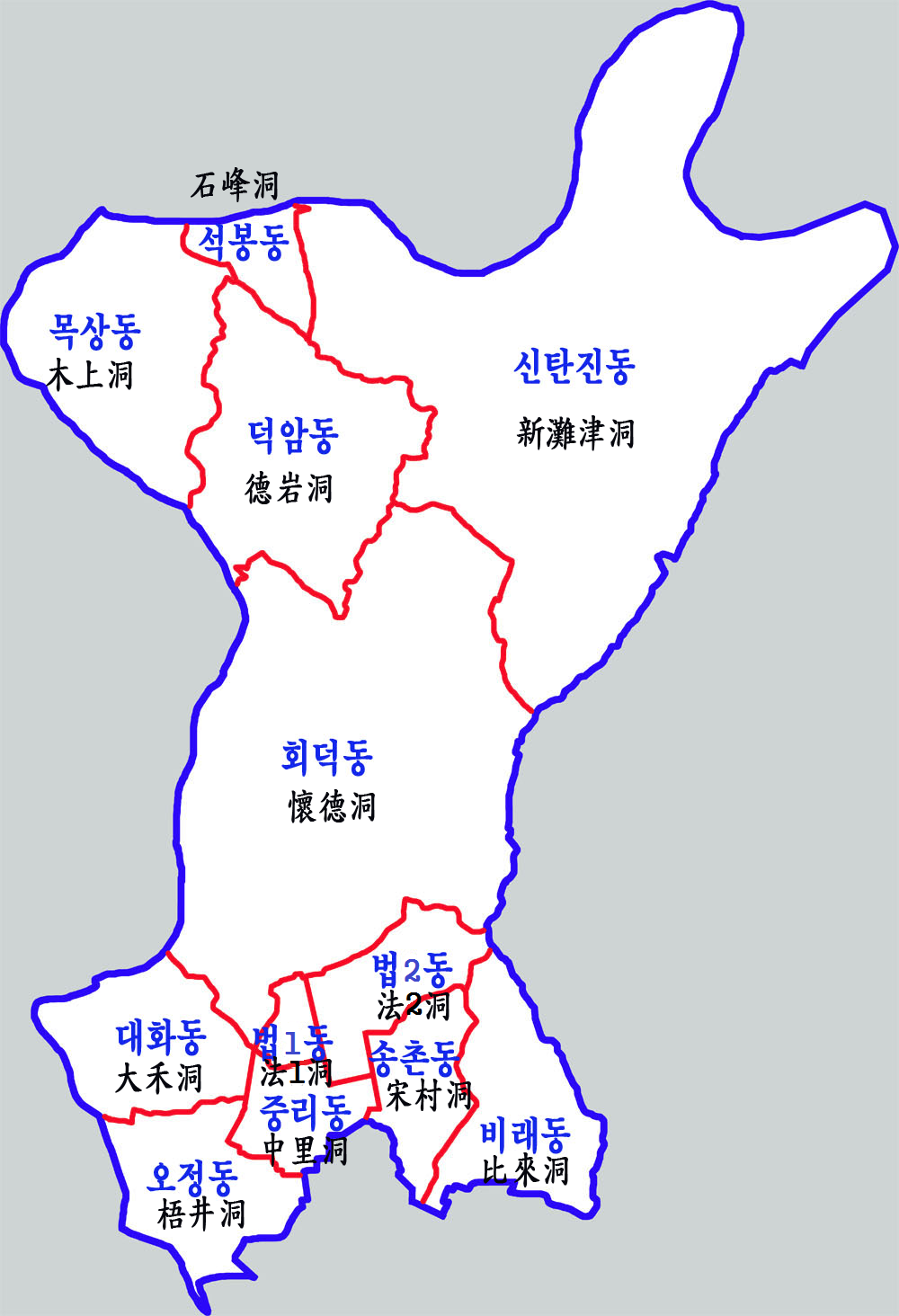
行政区域図

### 行政区画
大徳区は12の洞に分かれる。
| 行政洞   | 法定洞                                                           |
| -------- | ---------------------------------------------------------------- |
| 梧井洞   | 梧井洞                                                           |
| 大禾洞   | 大禾洞                                                           |
| 懐徳洞   | 邑内洞、蓮丑洞、新垈洞、瓦洞、長洞                               |
| 比来洞   | 比来洞                                                           |
| 宋村洞   | 宋村洞                                                           |
| 中里洞   | 中里洞                                                           |
| 法1洞    | 法洞                                                             |
| 法2洞    | 法洞                                                             |
| 新灘津洞 | 龍湖洞、梨峴洞、葛田洞、芙水洞、黄湖洞、三政洞、渼湖洞、新灘津洞 |
| 石峰洞   | 石峰洞                                                           |
| 徳岩洞   | 徳岩洞、上書洞、坪村洞                                           |
| 木上洞   | 木上洞、文坪洞、新一洞                                           |

### 警察
- 大田大徳警察署

## 交通

### 高速道路
- 懐徳ジャンクション
- ￼京釜高速道路 大田IC(比来洞) "

### 鉄道
- 韓国鉄道公社
  - 京釜高速線・湖南線

大田操車場駅
- - 京釜線

新灘津駅 - 懐徳駅 – 大田操車場駅